# Teatro ragazzi
Teatro ragazzi è il termine usato, in gergo teatrale, per descrivere gli spettacoli teatrali e le compagnie teatrali dedicate ai bambini, scuole e famiglie. Si differenzia dal teatro per ragazzi in quanto non si definisce solo in base all'organizzazione e produzione dello spettacolo in funzione del target di spettatori ma di una specifica progettualità artistica e psicopedagogica indirizzata verso linguaggi e metodologie proprie dell'infanzia e dell'adolescenza i cui possibili attanti sono sia gli attori che gli spettatori.
A differenza, ad esempio, del teatro di figura o del teatrodanza (che si autodefiniscono in base agli elementi linguistici utilizzati) o al teatro sperimentale o teatro di avanguardia (che lo fanno, invece, in base alla metodologia) il teatro ragazzi è l'unico che si autodefinisce in base al pubblico, adottando quindi per esso le specifiche del suo essere.
Nato inizialmente in Europa come fenomeno teatrale, il teatro ragazzi costituisce, particolarmente in Italia, un vero e proprio genere teatrale che può comprendere vari tipi di spettacoli e di espressioni artistiche, come il teatro d'animazione, il teatro dei burattini e il teatrodanza. L'Ente Teatrale Italiano si incarica di effettuare rapporti periodici sullo stato del Teatro Ragazzi in Italia ed annualmente effettua un censimento sulle compagnie che operano nel settore.

## In Italia
Il teatro ragazzi contemporaneo nasce in Italia verso la fine degli anni sessanta come vero e proprio movimento, in rapporto ai cambiamenti culturali che avvenivano in quel periodo storico. Da questo nuovo modo di vedere la scuola ed il teatro, il teatro ragazzi italiano, molto diverso da quello degli altri stati europei, si fonde con il teatro 'per i ragazzi', ed attraverso il lavoro di alcuni operatori, spesso provenienti dalla ricerca e dalla sperimentazione, esce dalla scuola e diventa autonomo. Questa corrente, adottando stilemi propri, diversi dal teatro per adulti ma non per questo di diverso spessore, sperimenta nuovi linguaggi al servizio dell'immaginario del bambino. Negli anni settanta nascono molte compagnie dedicate al pubblico dell'infanzia, le associazioni di categoria, i festival di Muggia, Cascina (Vetrina Italia), Parma (Vetrina Europa), il premio Stregagatto, e i centri nazionali. Oggi il teatro ragazzi italiano racchiude un notevole numero di operatori e di compagnie che, attraverso la tecnica, la poetica, l'organizzazione e la produzione, lo hanno reso adatto ad un pubblico di tutte le età.
Molti sono i festival di teatro ragazzi organizzati nel tempo in Italia:
- Enfanthéâtre[1], organizzato ad Aosta, dal Comune di Aosta, dal 1994, è un festival internazionale di teatro per ragazze e ragazzi, dal quale è nato, nel 2022, FANThéâtre, dal cui nome, generato da un'assonanza con la rassegna madre con l'elemento di "FAN", indica la volontà di garantire una continuità di promozione del teatro alle giovani generazioni e, in particolare, ai ragazzi e alle ragazze delle scuole secondarie di primo e di secondo grado, con matinées teatrali gratuite. Rispettivamente sono giunti alle 30ª edizione e alla 3ª.
- Vetrina Europa, realizzato dal Teatro delle Briciole di Parma, che ha dato la possibilità di vedere in Italia le migliori produzioni estere (non più attivo);
- Angeli a Sud, Festival che si è svolto fino al 1998 prima a Vico Equense, poi a Salerno e Napoli, organizzato da due compagnie L'Arcolaio e I Teatrini in collaborazione con il Teatro pubblico campano, diretto da Luigi Marsano e Antonio Guida (non più attivo);
- Una città per gioco, organizzato a Vimercate, prima da Tangram e attualmente da un consorzio di compagnie lombarde;
- Il Gioco del Teatro, nato a Torino nel 1996, promosso e organizzato dalla Fondazione Teatro Ragazzi e Giovani e dalle Compagnie del Progetto Teatro Ragazzi e Giovani Piemonte;
- Visioni di futuro, visioni di teatro festival internazionale di teatro e cultura per la prima infanzia che si svolge a Bologna, organizzato dalla Coop. La Baracca;
- Colpi di Scena, in Emilia Romagna da Accademia Perduta;
- Segnali festival in Lombardia organizzato dal Teatro del Buratto e Elsinor;
- Maggio all'Infanzia organizzato a Bari dal Teatro Kismet;
- Segni d'infanzia organizzato a Mantova da Cristina Cazzola
- Palla al Centro, fra Umbria, Marche, Lazio;
- I Teatri del Mondo di Porto Sant' Elpidio;
- Marameo Festival, nelle Marche, a cura di Proscenio Teatro;
- Teatro tra le Generazioni, ad Empoli da Giallo Mare Minimal Teatro;
- Festival nazionale del teatro per ragazzi di Padova, organizzato dal 1981 dall'Istituto italiano di sperimentazione e diffusione del Teatro per Ragazzi e i giovani che consegna più Premi tra i quali: "Premio Tesserine d'oro", "Premio Padova" e "Premio Rosa d'oro";
- Figuratevi international puppet Festival - Perugia, si svolge da 26 anni e propone spettacoli di Teatro di Figura italiani ed internazionali, Laboratori, Mostre ed altre attività rivolte al ragazzi;
- Arrivano dal Mare, festival di teatro di figura in Emilia Romagna;
- Vetrina Italia, organizzata a Cascina dal 1986 dal centro nazionale Sipario Toscana (non più attivo);